# 32a Divisió (Exèrcit Popular de la República)
La 32a Divisió va ser una de les divisions de l'Exèrcit Popular de la República que es van organitzar durant la Guerra Civil espanyola sobre la base de les Brigades Mixtes. Va estar desplegada en els fronts de Aragó i Segre.

## Historial
La unitat va ser creada el 28 abril de 1937, com una divisió de reserva de l'Exèrcit de l'Est. Amb posterioritat, la 32a Divisió quedaria enquadrada en l'XI Cos d'Exèrcit, i quedà situada en rereguarda. El comandament de la unitat va recaure en el coronel de cavalleria Alfonso Arana Vivanco, que al juliol de 1937 seria substituït per Manuel Gancedo Sáenz.
Durant l'ofensiva franquista al front d'Aragó la 32a Divisió es va veure obligada a retirar-se, establint les seves noves posicions defensives en el front del Segre. El 8 de setembre de 1938 forces de la unitat van rellevar a la 55a Divisió en el sector Agramunt-Artesa de Segre-Tornabous. Després del començament de l'ofensiva de Catalunya la 32a Divisió, davant la forta pressió enemiga, es va veure obligada a retirar-se. En el transcurs dels combats va sofrir un fort crebant. El gener de 1939 va ser agregada breument al X Cos d'Exèrcit, si bé durant la resta de la campanya no va tenir un paper rellevant i acabaria retirant-se a la frontera francesa.

## Comandaments
Comandants
- coronel de cavalleria Alfonso Arana Vivanco;[4]
- comandant d'infanteria Manuel Gancedo Sáenz;[6]

Comissaris
- Cristóbal Albadetrecu, de la CNT;
- Francisco Señer Martín, de la CNT;[7]
- Andrés Semitiel Rubio, del PSOE;

Caps d'Estat Major
- major de milícies Emilio Bosch Montes;
- tinent de milícies Felipe Félix Moreno Gómez;

## Ordre de batalla
| Data               | Cos d'Exèrcit adscrit          | Brigades Mixtes integrades | Front de batalla |
| ------------------ | ------------------------------ | -------------------------- | ---------------- |
| Juny de 1937       | Reserves de l'Exèrcit de l'Est | 137a, 140a i 141a          | Aragó            |
| Febrer de 1938     | XI Cos d'Exèrcit               | 137a, 141a i 142a          | Aragó            |
| 2 de gener de 1939 | X Cos d'Exèrcit                | 137a i 142a                | Segre            |